# Porticulasphaerinae
Porticulasphaerinae es una subfamilia de foraminíferos planctónicos de la familia Globigerinidae, de la superfamilia Globigerinoidea, del suborden Globigerinina y del orden Globigerinida. Su rango cronoestratigráfico abarca desde el Luteciense (Eoceno medio) hasta el Priaboniense (Eoceno superior).

## Discusión
Clasificaciones posteriores han elevado Porticulasphaerinae a la categoría de familia, es decir, familia Porticulasphaeridae.

## Clasificación
Porticulasphaerinae incluye a los siguientes géneros:
- Globigerinatheka †
- Inordinatosphaera †
- Orbulinoides †
- Porticulasphaera †